# Jaroslav Janus
Jaroslav Janus (* 21. září 1989 Prešov) je slovenský hokejový brankář. Aktuálně hraje za tým HC Košice.

## Hráčská kariéra
S hokejem začínal v HC 07 Prešov. Odtud nejdříve přestoupil do HC Slovan Bratislava, kde v mládežnických kategoriích působil v sezónách 2005/2006 a 2006/2007. Roku 2007 se vydal do zámoří. V Erie Otters (OHL) zůstal 3 sezóny. V sezóně 2009/2010 byl draftovaný Tampa Bay Lightning . V sezóně 2011/2012 chytal v Norfolku na farmě v  AHL, kde nastoupil ke 34 zápasům, ve kterých měl úspěšnost 91,4 %. Na konci sezóny se těšil ze zisku Calderova poháru. Šanci v NHL nedostal a vrátil se do Evropy. Před sezónou 2012/2013 se s klubem HC Slovan Bratislava dohodl na smlouvě, zůstal zde 3 sezóny. Část sezóny 2014/2015 odchytal ve HC Sparta Praha. Před sezónou 2015/2016 přišel do HC Verva Litvínov. V reprezentaci se poprvé objevil v sezóně 2006/2007 v osmnáctce. V seniorské kategorii se zúčastnil Mistrovství světa v ledním hokeji 2013 a Mistrovství světa v ledním hokeji 2014.